# Guillaume Bélibaste

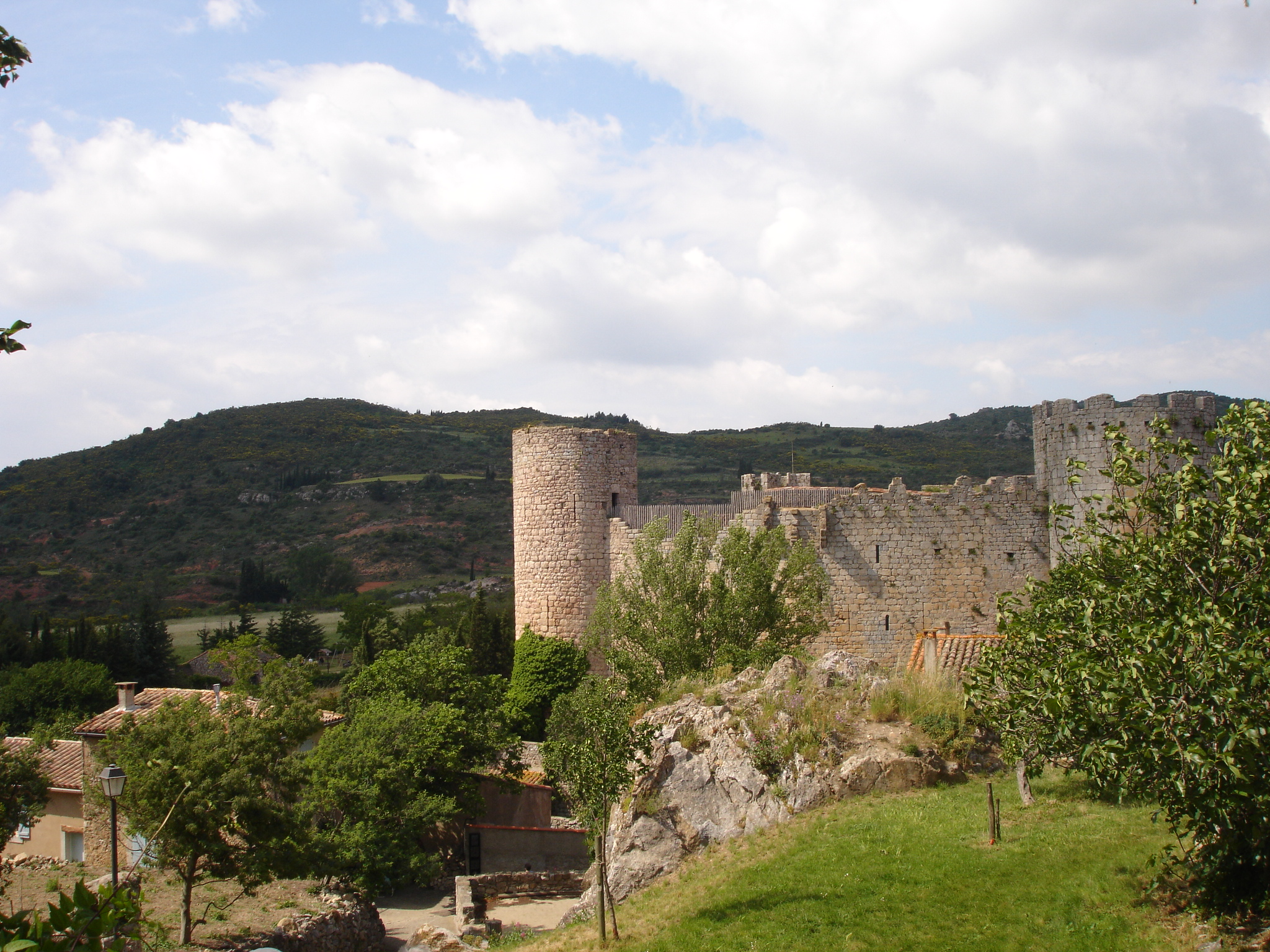
Zamek Villerouge-Termenès

Guillaume Bélibaste (oksytański wariant imienia: Guilhèm; ur. ok. 1280 w Cubières-sur-Cinoble, zm. w 1321 w Villerouge-Termenès) – ostatni Doskonały katarski działający na terenie Langwedocji.
Urodził się w rodzinie katarskiej. Około 1305, mając już własną rodzinę, miał zamordować w czasie bójki pasterza Barthélémy’ego Garniera. Zbiegł z rodzinnej okolicy i w nieznanym momencie przyjął consolamentum, stając się jednym z Doskonałych (Znał m.in. Raymonda de Castelnau). Schwytany przez inkwizycję, trafił do więzienia w Carcassonne, z którego zdołał jednak uciec na ziemie katalońskie. Wrócił do Langwedocji, gdzie w tajemnicy zaczął prowadzić nabożeństwa katarskie, ukrywając się w domach zaprzyjaźnionych wiernych i próbując organizować podziemne wspólnoty albigensów.
Bélibaste został schwytany i uwięziony na skutek zdrady Arnauda Sicre’a, który, udając wiernego, przeniknął do grupy otaczających go katarów. Sicre nakłonił Doskonałego do udania się do Tirvii, gdzie miała znajdować się wierna oczekująca na consolamentum. Po drodze Bélibaste został aresztowany i uwięziony w zamku Castelbòn, a następnie osądzony w Carcassonne i skazany na śmierć. Wyrok wykonano przez spalenie na stosie w zamku Villerouge-Termenès.

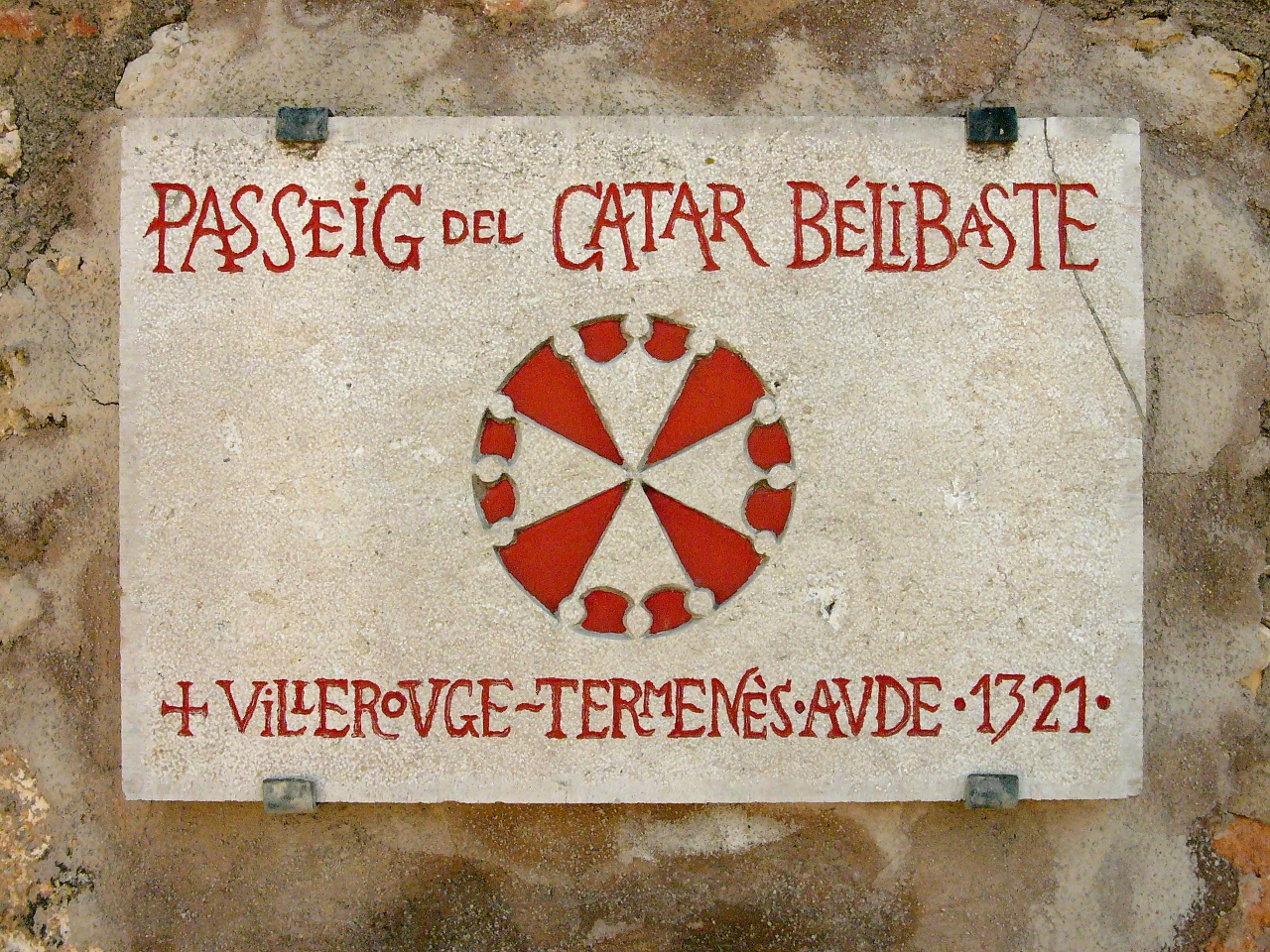
Tablica pamiątkowa w Sant Mateu